# ميجا مان أكس 8
ميجا مان أكس 8 (بالإنجليزية: Mega Man X8)‏ وبالنسخة اليابانية روك مان إكس 8 (باليابانية: ロックマンX8) ، هي لعبة إلكترونية من نوع أكشن-مغامرات ومنصات أنتجتها شركة كابكوم اليابانية عام 2004م، وتعد الجزء الأخير من السلسلة لميجا مان إكس، وفي هذه اللعبة وقعت أحداث في أواخر عام 21XX، إكس وزملائه إنطلقوا إلى الجيل الجديد لإعادة التطوير، ودارت هذه العملية بمشروع جيكوب بالمصعد الإلكتروني وذهبوا لإنهاء صراع مع الأعداء وفايل ولومينيه وسيجما.

## وصلات خارجية
- ميجا مان أكس 8 على موبي غيمز
- Official website (باليابانية)